# Efraim Reuytenberg
Efraim Reuytenberg (* 1914 in Harbin, China; † 15. Oktober 2005 in Jerusalem), auch bekannt als Fima, war ein israelischer Maler.

## Leben
Efraim Reuytenberg studierte Malerei, Architektur, Theater und Ballett in Shanghai. 1949 emigrierte er aus China nach Israel. Seither wohnte er in Jerusalem, wo er am 15. Oktober 2005 im Alter von 91 Jahren starb. Zwischenzeitlich wohnte und arbeitete er für vier Jahre in Paris.
Reuytenberg unterrichtete an der Kunstakademie in Shanghai. 
Seine Arbeiten sind im Museum of Modern Art in New York, dem Baltimore Museum of Art, dem Carnegie Institute in Pittsburgh und dem Israel Museum in Jerusalem zu sehen.